# Barleria bornuensis
Espèce
Statut de conservation UICN

 VU B2ab(iii) : Vulnérable
Barleria bornuensis S.Moore (jatibolohi en peul) est une espèce de plantes à fleurs de la famille des Acanthaceae et du genre Barleria, présente au nord du Cameroun et au Nigeria.

## Description
C'est un sous-arbrisseau pouvant atteindre 1 m de hauteur.

## Étymologie
Son épithète spécifique bornuensis fait référence à l'ancien royaume du Bornou, à l'est du Nigeria.

## Habitat
C'est celui de la savane, à une altitude de 300 m et au-delà.

## Utilisation
Les fruits sont comestibles. On utilise les tiges pour construire la charpente des toitures de cases.